# میدوی، شهرستان اسکات، میسیسیپی
میدوی (به انگلیسی: Midway) یک منطقهٔ مسکونی در ایالات متحده آمریکا است که در شهرستان اسکات، میسیسیپی واقع شده‌است. میدوی ۱۳۶٫۸۶ متر بالاتر از سطح دریا واقع شده‌است.